# 1802
Năm 1802 (MDCCCII) là một năm thường bắt đầu vào thứ Sáu theo lịch Gregory hay một năm thường bắt đầu vào thứ Tư theo lịch Julius.

## Sự kiện trong năm 1802

### Tháng 2
- Ngày 3: bắt đầu trận Trấn Ninh

### Tháng 3
- Ngày 16 - West Point được thành lập.
- Ngày 25 - Hiệp ước Amiens giữa Pháp và Anh quốc đã chấm dứt cuộc chiến tranh Napoleon.
- Ngày 28 - H. W. Olbers phát hiện ra tiểu hành tinh Pallas.

### Tháng 6
- Ngày 1: Nguyễn Ánh xưng đế tại Phú Xuân (Huế) lập ra nhà Nguyễn.
- Ngày 18: Nguyễn Ánh đánh chiếm Thăng Long.

### Tháng 12
- Ngày 1: Nguyễn Ánh giết Cảnh Thịnh đế và cựu thần Tây Sơn.

## Sinh 1802
- Niels Henrik Abel
- Alexandre Dumas
- Victor Hugo
- David Hunter
- Aleksandr Ivanovich Odoyevsky

## Mất
- Bùi Thị Xuân
- Nguyễn Quang Toản
- Trần Quang Diệu
- Trịnh Thất
- Đô đốc Bảo